# Centro Peres por la Paz
El Centro Peres por la Paz y la Innovación (en árabe: مركز بيرس للسلام) (en hebreo: מרכז פרס לשלום) (en inglés: Peres Center for Peace) es una organización no gubernamental independiente fundada el 1996 por el Nobel de la Paz y expresidente de Israel, Shimon Peres con sede en Jaffa, Israel. Su objetivo es promover la visión de Peres en Oriente Medio, que los diversos colectivos existentes trabajen juntos para construir la paz en la región a través de la cooperación socioeconómica, el desarrollo y la interacción entre personas.
El Centro describe su misión como "construir una infraestructura de paz y reconciliación por los pueblos del Oriente Medio, que promueva el desarrollo socioeconómico mientras se avanza en la cooperación y la entente mutua... Los programas están diseñados para potenciar que las poblaciones de esta región participen activamente en la construcción de la paz con tal de avanzar en la creación de una paz real, efectiva y duradera" Por sus actividades el Centro ha sido galardonado con varios premios entre ellos:
- Medalla de Oro de las Naciones Unidas (Campaña Blood Relations)[3]
- 2010 Wingate Award for Best NGO in the Field of Peace and Sport (Premio a la Mejor ONG en el Campo de la Paz y el Deporte)t[4]
- Ashoka Entrepreneurship Award
- 2010 Peace and Sports Award (Monaco) for Best NGO (Premio de la Paz y Deporte (Mónaco) a la mejor ONG).[5]
- 2010 Premio "Global Sports Forum Barcelona" al mejor proyecto.[6]